# Championnat d'Italie féminin de football 2022-2023
Navigation
Édition précédente Édition suivante
Le Championnat d'Italie féminin de football 2022-2023 ou en italien Serie A Femminile 2022-2023 est la cinquante-sixième saison du championnat. La Juventus, vainqueur des cinq saisons précédentes, remet son titre en jeu. Le championnat est réduit à dix équipes et s'annonce comme le premier championnat féminin italien totalement professionnel.

## Participantes
| \| Fiorentina Inter Juventus AC Milan AS Rome Sassuolo Sampdoria Pomigliano Parme Côme \| Localisation des clubs. |
| Fiorentina Inter Juventus AC Milan AS Rome Sassuolo Sampdoria Pomigliano Parme Côme                               |

Le championnat opère une nouvelle transformation dans le but de consolider le changement vers le professionnalisme. Il passe de douze clubs participants à dix.
De fait un seul club accède à la Serie A : FC Côme première de Serie B en 2021-2022.
La Parme Calcio rachète la licence de la SSD Empoli et découvre elle aussi la Serie A.
- Légende des couleurs

- Ligue des champions 2022-2023.
- Promu.

| Club            | Localisation      | Stade                           | Classement 2021-2022 |
| --------------- | ----------------- | ------------------------------- | -------------------- |
| Juventus FC     | Turin             | Juventus Center                 | 1re                  |
| AS Rome         | Rome              | Stadio Tre Fontane              | 2e                   |
| AC Milan        | Milan             | Centro Sportivo Vismara         | 3e                   |
| US Sassuolo     | Sassuolo          | Stadio Enzo Ricci               | 4e                   |
| Inter Milan     | Milan             | Stadio Felice Chinetti          | 5e                   |
| UC Sampdoria    | Gênes             | Campo sportivo Riccardo Garrone | 6e                   |
| ACF Fiorentina  | Florence          | Stadio comunale Gino Bozzi      | 7e                   |
| ASDC Pomigliano | Pomigliano d'Arco | Stadio Ugo Gobbato              | 8e                   |
| FC Côme         | Côme              | Stadio Ferruccio                | 1re D2               |
| Parme Calcio    | Parme             |                                 | Nouveau club         |

## Compétition
En cas d'égalité de points pour la première place, la Ligue des champions ou pour la relégation, un match d'appui est disputé.

### Première partie de la saison
| Rang | Équipe          | Pts | J  | G  | N | P  | Bp | Bc | Diff |
| ---- | --------------- | --- | -- | -- | - | -- | -- | -- | ---- |
| 1    | AS Rome         | 48  | 18 | 16 | 0 | 2  | 43 | 12 | +31  |
| 2    | Juventus T      | 40  | 18 | 12 | 4 | 2  | 46 | 17 | +29  |
| 3    | Inter Milan     | 35  | 18 | 10 | 5 | 3  | 46 | 20 | +26  |
| 4    | AC Milan        | 34  | 18 | 11 | 1 | 6  | 38 | 27 | +11  |
| 5    | ACF Fiorentina  | 34  | 18 | 11 | 1 | 6  | 30 | 30 | 0    |
| 6    | US Sassuolo     | 17  | 18 | 4  | 5 | 9  | 18 | 28 | -10  |
| 7    | ASDC Pomigliano | 14  | 18 | 4  | 2 | 12 | 14 | 31 | -17  |
| 8    | Parme Calcio P  | 13  | 18 | 2  | 3 | 11 | 18 | 41 | -23  |
| 9    | FC Côme P       | 11  | 18 | 2  | 5 | 11 | 18 | 35 | -17  |
| 10   | UC Sampdoria    | 10  | 18 | 3  | 1 | 14 | 9  | 38 | -29  |

| Légende : Qualifications et relégations | Légende : Qualifications et relégations                                    |
| --------------------------------------- | -------------------------------------------------------------------------- |
|                                         | Qualification pour la poule pour le titre                                  |
|                                         | Qualification pour la poule de maintien                                    |
|                                         | T : Tenant du titre P : Promu C : Vainqueur de la Coupe d'Italie 2022-2023 |

### Poule pour le titre
| Rang | Équipe         | Pts | J  | G  | N | P  | Bp | Bc | Diff |
| ---- | -------------- | --- | -- | -- | - | -- | -- | -- | ---- |
| 1    | AS Rome        | 67  | 26 | 22 | 1 | 3  | 68 | 26 | +42  |
| 2    | Juventus T C   | 54  | 26 | 16 | 6 | 4  | 69 | 35 | +34  |
| 3    | AC Milan       | 44  | 26 | 13 | 5 | 8  | 52 | 42 | +10  |
| 4    | ACF Fiorentina | 42  | 26 | 13 | 3 | 10 | 44 | 51 | -7   |
| 5    | Inter Milan    | 39  | 26 | 11 | 6 | 9  | 55 | 38 | +17  |

| Légende : Qualifications et relégations | Légende : Qualifications et relégations                                                                     |
| --------------------------------------- | --- |
|                                         | Qualification pour le deuxième tour de qualification de la Ligue des champions féminine de l'UEFA 2023-2024 |
|                                         | Qualification pour le premier tour de qualification de la Ligue des champions féminine de l'UEFA 2023-2024  |
|                                         | T : Tenant du titre P : Promu C : Vainqueur de la Coupe d'Italie 2022-2023                                  |

### Poule de maintien
| Rang | Équipe          | Pts | J  | G  | N | P  | Bp | Bc | Diff |
| ---- | --------------- | --- | -- | -- | - | -- | -- | -- | ---- |
| 1    | US Sassuolo     | 38  | 26 | 11 | 5 | 10 | 36 | 36 | 0    |
| 2    | FC Côme P       | 25  | 26 | 6  | 7 | 13 | 30 | 44 | -14  |
| 3    | UC Sampdoria    | 21  | 26 | 6  | 3 | 17 | 23 | 50 | -27  |
| 4    | ASDC Pomigliano | 21  | 26 | 6  | 3 | 17 | 26 | 49 | -23  |
| 5    | Parme Calcio P  | 16  | 26 | 3  | 7 | 16 | 28 | 60 | -32  |

| Légende : Qualifications et relégations | Légende : Qualifications et relégations                                    |
| --------------------------------------- | -------------------------------------------------------------------------- |
|                                         | Qualification pour le barrage de relégation                                |
|                                         | Relégué en division inférieure                                             |
|                                         | T : Tenant du titre P : Promu C : Vainqueur de la Coupe d'Italie 2022-2023 |

### Barrage de relégation
Le barrage aller a lieu le 3 juin 2023 à Rome et le barrage retour le 8 juin 2023 à Palma Campania.
| Équipe        | Aller | Total | Retour | Équipe               |
| ------------- | ----- | ----- | ------ | -------------------- |
| SS Lazio (D2) | 0 - 2 | 1 - 2 | 1-0    | ASDC Pomigliano (D1) |

Légende des couleurs
- Le club se maintient en première division.
- Promotion en première division.
- Le club reste en deuxième division.
- Relégation en deuxième division.

## Bilan de la saison
| Championnat d'Italie féminin de football 2022-2023 |              |
| Champion                                           | AS Rome      |
| Dauphin                                            | Juventus     |
| Coupes et trophées                                 |              |
| Vainqueur de la Coupe d'Italie 2022-2023           | Juventus     |
| Qualifications continentales                       |              |
| Ligue des champions féminine de l'UEFA 2023-2024   | AS Rome      |
| Ligue des champions féminine de l'UEFA 2023-2024   | Juventus     |
| Promotions et relégations                          |              |
| Promus en Serie A                                  | SSD Naples   |
| Relégués en Serie B                                | Parme Calcio |

## Statistiques individuelles
|    | Joueuse            | Club        | Buts |
| -- | ------------------ | ----------- | ---- |
| 1. | Tabitha Chawinga   | Inter Milan | 23   |
| 2. | Cristiana Girelli  | Juventus    | 15   |
| 3. | Valentina Giacinti | AS Rome     | 13   |
| 3. | Martina Piemonte   | AC Milan    | 13   |
| 5. | Elisa Polli (it)   | Inter Milan | 12   |
| 5. | Andressa Alves     | AS Rome     | 12   |

## Distinctions individuelles
Plusieurs distinctions sont décernées à l'issue de la saison :
| Prix                                 | Joueuse                | Club        |
| ------------------------------------ | ---------------------- | ----------- |
| Meilleure gardienne                  | Francesca Durante (it) | Inter Milan |
| Meilleure défenseure                 | Elena Linari           | AS Rome     |
| Meilleure milieu de terrain          | Julia Grosso           | Juventus    |
| Meilleure attaquante                 | Tabitha Chawinga       | Inter Milan |
| Meilleure joueuse de moins de 21 ans | Chiara Beccari (it)    | Côme        |
| Meilleure joueuse                    | Emilie Haavi           | AS Rome     |